# أوين روبرتس
أوين روبرتس (بالإنجليزية: Owen Roberts) (و. 1875 – 1955 م) هو قاض، وبروفيسور (أستاذ جامعي)، ومحام من الولايات المتحدة الأمريكية ولد في فيلادلفيا، بنسيلفانيا.
وهو عضو في الحزب الجمهوري.
تخرج روبرتس، الذي وُلد في فيلادلفيا، من كلية الحقوق بجامعة بنسيلفانيا وزاول مهنةً قانونية. بعد عمله مدعيًا عامًا في فيلادلفيا، عينه الرئيس كالفين كوليدج للتحقيق في فضيحة تي بوت دوم. وبعد وفاة معاون القاضي إدوارد تيري سانفورد في مارس 1930، قام الرئيس هوفر بترشيح جون جيه باركر لشغل المنصب في المحكمة. إلا أن مجلس الشيوخ رفض باركر فرشح هوفر على الفور روبرتس كخيار ثاني لذلك المنصب. تمت الموافقة على روبرتس بكل سهولة وزاول مهامه في المحكمة في مايو 1930.
عندما كان هيوز رئيسًا للمحكمة العليا، كان صوت روبرتس متأرجحًا بين الفرسان الأربعة المحافظون وبين المسكيتيين الثلاثة الليبراليين. كثيرًا ما كان صوت روبرتس، جنبًا إلى جنب مع كبير القضاة تشارلز إيفانز هيوز، هو الذي يقرر ما إذا كان سيتم تأييد  تشريع الصفقة الجديدة التي أطلقِت في عهد فرانكلين روزفلت. أطلِق على قراره بتأييد دستورية قانون الحد الأدنى للأجور في الولايات بموجب قرار ويست كوست هوتيل كو. في. باريش «التحول الذي وقانا من العلاج». يؤكد هذا المصطلح على الدور الحاسم الذي لعبه قراره في رفض مشروع قانون إصلاح الإجراءات القضائية لعام 1937، الذي كان من شأنه أن يوسع المحكمة العليا ويمكن روزفلت بالتالي من تعيين القضاة الأكثر تعاطفًا مع سياساته. ما يزال دافع روبرتس في تأييد دستورية الصفقة الجديدة ودوره في رفض مشروع القانون موضع نقاش.
على الرغم من رفض مشروع القانون، فإن روزفلت تمكن بفضل رئاسته التي دامت طويلًا من تعيين معظم أعضاء المحكمة. إذ كان روبرتس، عند انتهاء خدمته، القاضي الوحيد في المحكمة العليا الذي لم يُعين من قبل روزفلت. وكان هو واحدًا من ثلاثة قضاةٍ صوتوا ضد أوامر روزفلت بإنشاء مخيمات اعتقال الأمريكان اليابانيين في قضية كورماتسو في. يونايتد ستيتس إضافةً إلى كونه القاضي الوحيد المعارض بشأن قضية سميث في. ألورايت، التي قضت بعدم دستورية الانتخابات التمهيدية الخاصة بالبيض. توترت علاقاته مع زملائه في المحكمة العليا بعهد ستون وتقاعد في عام 1945. تقلد روبرتس منصب عميد الكلية التي ارتادها، كلية الحقوق بجامعة بنسلفانيا في الفترة المحصورة بين عامي 1948 و1951. توفي في مقاطعة تشيستر، بنسلفانيا عام 1955.

## السنين الأولى من حياته ومسيرته المهنية
ولد روبرتس في فيلادلفيا وارتاد أكاديمية جيرمنتاون والتحق بجامعة بنسلفانيا في عمر السادسة عشر حيث درس اللغة اليونانية، وانتُخب عضوًا في جمعية فاي بيتا كابا، وأصبح محرر صحيفة ديلي بنسلفانيا. أكمل دراسة البكالوريوس في عام 1895 واستمر في مشواره الدراسي حتى تخرج على رأس فصله من كلية الحقوق بجامعة بنسلفانيا وذلك في عام 1898. في 1 مارس م عام 1912، أسس روبرتس وزميلاه من فيلادلفيا المحاميان ويليام دبليو. مونتغيمري الابن وتشارلز لويس ماكيهان مكتب المحاماة روبرتس، ومونتغيمري وماكيهان،  وهو سلف مكتب المحاماة مونغيمري، وماككراكين، ووكر وروبرتس، إل إل بي.
سطع نوره لأول مرة كمساعد مدعي عام في فيلادلفيا. إذ عينه الرئيس كالفين كوليدج للتحقيق في فضائح احتياطي النفط، المعروفة باسم فضيحة تي بوت دوم. أدى ذلك إلى محاكمة وإدانة، ألبرت ب فال، وزر الداخلية السابق، بتهمة تلقي الرشوة.

## روابط خارجية
- أوين روبرتس على موقع الموسوعة البريطانية (الإنجليزية)
- أوين روبرتس على موقع إن إن دي بي (الإنجليزية)